# Кадемосто, Марко
Марко Кадемосто (итал. Marco Cademosto) — поэт и рассказчик XVI века.
Сведения о жизни Марко Кадамосто скудны. Родом из Лоди, жил при дворе покровительствовавшего ему Льва X. Пережил осаду Рима 1527 года, о которой упоминает во введении к своим «Новеллам».
Общее издание его сочинений: «Sonetti ed altre Rime, con proposte et resposte de alcuni huomini degni, et con alcune Novelle, Capitoli et Stanze» (Рим, 1544). «Новеллы» изданы отдельно в Милане (1799).